# Lee Barnard
Lee James Barnard (Romford, 18 luglio 1984) è un ex calciatore inglese, di ruolo attaccante.

## Carriera
Nella stagione 2005-2006 dopo vari prestiti nelle serie minori ha giocato 3 partite nella prima divisione inglese con il Tottenham. Successivamente ha anche giocato in seconda divisione con il Southampton.